# Dołki (Wodzisław Śląski)
Dołki – część miasta  Wodzisławia Śląskiego, położona w rejonie ulicy Dołki, na północny zachód od centrum miasta. 